# سرخیو ده لیس
سرخیو ده لیس (اسپانیایی: Sergio De Lis‎؛ زادهٔ ۱۹ مهٔ ۱۹۸۶) دوچرخه‌سوار اهل اسپانیا است. وی عضو تیم‌هایی همچون ایوسکالتل-ایوسکادی بوده است.